# The Right Time
The Right Time är ett musikalbum av den svenska artisten Bosson, släppt 1999. Det är hans debutalbum.

## Låtlista
| Nr  | Titel                   | Längd |
| --- | ----------------------- | ----- |
| 1.  | Love Has Got the Power  | 03:52 |
| 2.  | Baby Don't Cry          | 04:08 |
| 3.  | Right Time              | 03:28 |
| 4.  | Always on My Mind       | 05:15 |
| 5.  | It's Over Now           | 05:31 |
| 6.  | We Live                 | 03:47 |
| 7.  | Is It Love              | 03:46 |
| 8.  | Radio Interlude         | 00:12 |
| 9.  | On the Radio            | 03:42 |
| 10. | I Love You              | 04:01 |
| 11. | When You Touch My Hand  | 04:08 |
| 12. | Something to Believe In | 03:47 |
| 13. | Happy                   | 03:25 |